# Conocarpus erectus
Conocarpus erectus, és una de les dues espècies dins el gènere Conocarpus, i és un arbust o arbre dels manglars. Creix al litoral de les zones subtropicals i tropicals del món i presenta una distribució pantropical, incloent Florida, Bermuda, Bahames, el Carib, Amèrica Central i Amèrica del Sud des de Mèxic a Brasil, Àfrica occidental, Melanèsia i Polinèsia. Va ser introduïda a països àrabs com ara Kuwait perquè pot suportar les altes temperatures i aigües salobres.

## Descripció
C. erectus normalment adopta la forma d'arbust amb molts troncs d'1 a 4 m d'alt, però pot arribar a ser un arbre de 20 m d'alt. Les fulles es disposen alternadament i són simples i oblongues de 2 a 7 cm de llargada i d'1 a 3 cm d'amplada. Són brillants i al revers tenen glàndules per excretar la sal. Els fruits tenen la forma d'un botó de 5 a 8 mm de diàmetre. Floreix en panícules de 35-56 flors. El fruit sembla una pinya de conífera (d'on prové el nom científic del gènere Conocarpus que significa fruit en forma de conus). Les llavors es dispersen per l'aigua.
Generalment creix en les aigües salobres en llacs i badies però ho pot fer a l'interior de la terra i a Costa Rica, arriba a viure a 745 m d'altitud. És molt tolerant al vent salat.

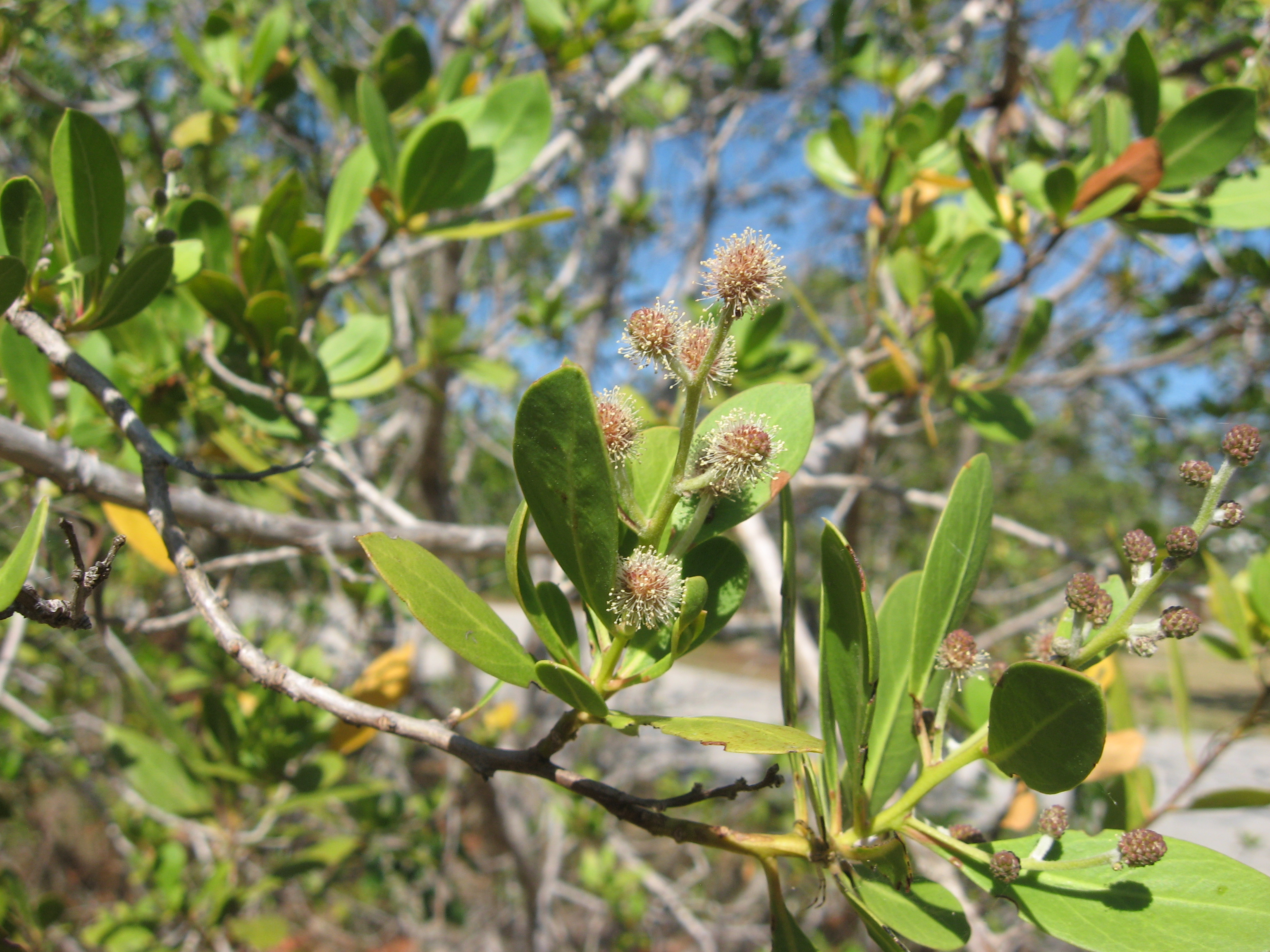
Conocarpus erectus var. erectus

## Taxonomia
Hi ha dues varietats no acceptades per part de tots els botànics:
- Conocarpus erectus var. erectus - verd, fulles poc o gens piloses
- Conocarpus erectus var. sericeus - platejat, fulles densament piloses

## Usos
Es fa servir com una planta ornamental i com bonsai. El Conocarpus és naturalment un farratge per al búfal africà i es creu que aquesta alimentació és la raó de la seva orina àcida.
És un bon combustible que crema fort però lentament i proporciona també un bon carbó vegetal. Els tanins de la seva escorça s'havien collit i comercialitzat.